# 土井定包
土井 定包（どい さだかね、1928年7月27日 - 2009年4月14日）は、日本の実業家。佐賀県生まれ。元大和証券社長・会長。大和証券を業界2位に押し上げ「中興の祖」と評されるが、総会屋への利益供与事件によって1997年に退任、顧問に退いた。

## 経歴
- 佐賀中学校（現佐賀県立佐賀西高等学校）卒業。
- 1948年（昭和23年）3月：長崎経済専門学校(現長崎大学経済学部)卒業[2]。
- 1949年（昭和24年）3月 大和証券株式会社入社[2]
- 1980年（昭和55年）9月 同社取締役社長
- 1989年（平成元年）10月 同社取締役副会長
- 1991年（平成3年）6月 同社取締役会長
- 1994年（平成6年）7月 日本証券業協会 会長
- 2004年（平成16年）11月 旭日大綬章受章[4]
- 2009年（平成21年）4月14日 肺炎のため死去[1]